# Observatoire de Kottamia
L'Observatoire de Kottamia installé en 1964 est situé à 80 km à l'est du Caire à une altitude de 482,7 mètres et profite de 200 à 250 nuits claires pour ses observations. Il est célèbre pour avoir participé à la recherche de sites d'alunissage d'humains à la fin des années 1960.
Deux télescopes sont installés sur ce site.
Le premier avec un miroir de 188 cm, qui pèse environ 2 tonnes est contenu dans un tube de 9 mètres de long, l'ensemble pesant environ 50 tonnes. Le télescope est installé dans un dôme de 19 mètres de diamètre et pèse plus de 100 tonnes. Le dôme protège le télescope du sable et de la chaleur de façon que la température n’excède par 3° Celsius les jours de grande chaleur.
Le second télescope, de marque Celestron, est plus petit avec son miroir de 35 cm.
L'observatoire a publié une douzaine d'observations d'étoiles variables auprès de l'Association américaine des observateurs d'étoiles variables ainsi que quelques sursauts gamma référencés auprès du Gamma-ray Coordinates Network.